# O5

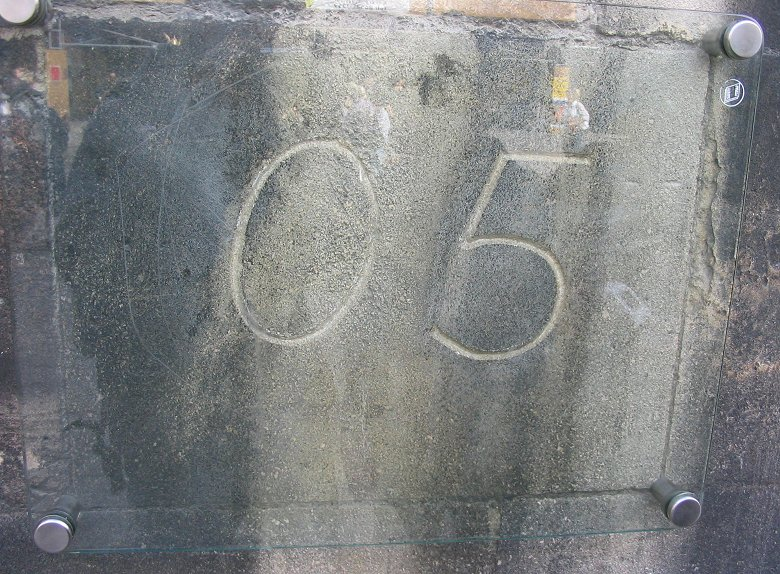
Signo del movimiento O5 en la catedral de San Esteban de Viena

O5 es la abreviatura que designaba al principal grupo de resistencia austriaco contra el nacionalsocialismo alemán. El número 5 se refiere a la quinta letra del alfabeto: la E. Los dos signos juntos simbolizan OE que, a su vez, es el dígrafo correspondiente a O (la letra O con umlaut), primera letra de Österreich, Austria en alemán. Después de que todos los grupos comunistas, socialistas, civiles y religiosos hubieran sido desmantelados una y otra vez por la Gestapo y de que sus integrantes, en consecuencia, se hallaran en peligro de muerte inminente, unieron sus fuerzas para formar un movimiento de resistencia que no dependiera de ningún partido político. O5 fue, por tanto, el símbolo de la lucha común por una Austria libre, por encima de las diferencias partidistas y de la ideología de cada cual.

## O5 como organización suprapartidista
El grupo de resistencia, impulsado por fuerzas conservadoras, estaba formado en su mayor parte por miembros de la alta burguesía y de la nobleza. Entre ellos estaban Fritz Molden —quien, a través de sus relaciones con los aliados occidentales, principalmente con Allen W. Dulles, jefe de la OSS en Berna, consiguió para el grupo una especial consideración política— Hans Sidonius Becker, Wilhelm Thurn und Taxis y  Emanuel Treu, que más tarde llegaría a ser diplomático austriaco. Entre los socialdemócratas, Adolf Schärf, luego presidente federal de Austria, estuvo en contacto con el O5; más tarde recordaría que el grupo carecía de políticos profesionales.
O5 se diferenció de otros grupos de resistencia internos del Tercer Reich por adoptar una posición decididamente proaustriaca y, por consiguiente, en claro contraste con los opositores al régimen nazi que, aún después de la derrota, querían que Austria siguiera formando parte de Alemania. Adolf Schärf contó lo sorprendidos que se quedaron unos compañeros socialdemócratas alemanes con los que mantuvo una reunión secreta en Viena, en 1943, al oírle decir: «el Anschluss está muerto».
Inmediatamente después de la guerra, los comunistas austriacos propusieron al O5, con quienes habían coincidido en el Palacio Auersperg en el invierno de 1944/1945, construir una plataforma política conjunta. El KPÖ, confiado en la superioridad de su organización, esperaba llevar la voz cantante en su estrategia frentepopulista. Sin embargo, el partido popular (ÖVP) y el socialdemócrata (SPÖ), recientemente refundados, declinaron el ofrecimiento primero, confirmaron su negativa en abril de 1945 y se prepararon para concurrir por su cuenta a las primeras elecciones legislativas de la Segunda República austriaca celebradas en noviembre del mismo año. A partir de ahí, según Schärf, los comunistas indujeron a las fuerzas de ocupación soviéticas a terminar con el movimiento de resistencia en la primavera de 1945 y a someter a varios de sus integrantes a investigación policial.
Raoul Bumballa, portavoz del movimiento de resistencia desde el inicio y presidente del llamado «comité de los siete» del O5, fue nombrado, a propuesta del ÖVP, subsecretario de Interior en el Gobierno provisional Renner de 27 de abril de 1945. Ese mismo año se afilió al ÖVP. En el llamado Gobierno federal Figl I, formado el 20 de diciembre de 1945 a partir de los resultados de las elecciones legislativas de noviembre, el antiguo movimiento de resistencia ya no tuvo ninguna representación oficial.

## Cooperación
El movimiento cooperó con otras células de la resistencia austriaca, sobre todo con un grupo de  militares formado por el mayor Carl Szokoll y con el movimiento de resistencia tirolés. La denominación O5 englobaba bajo su nombre a grupos próximos anteriormente desorganizados y, a su vez, el O5 se integró en órganos de coordinación en los que estaban representados socialistas y comunistas, lo que, en algún caso, dio origen a cierta confusión. Así lo dejó descrito el miembro de la resistencia Johannes Eidlitz quien, en la fase final de la guerra, estuvo discutiendo condiciones de colaboración con Szokoll:

Entonces Szokoll fue directo al grano, aún le veo apareciendo de repente de la nada y diciendo que sólo hablaría con los representantes del O5. Nosotros le dijimos, somos el O5. [...] Él solo estaba dispuesto a comprometerse con el O5, a tratar con el O5. Le preguntamos si era capaz de decirnos qué era el O5. «La organización de resistencia austriaca», nos respondió. Hasta entonces habíamos creído que éramos nosotros. [...] Sabíamos que ellos sólo querían al O5, pero no encontramos a ninguno. Por eso simplemente le dijimos: «Somos el O5. Somos el comité de los siete que lidera el O5.»

## Símbolo de la Resistencia
Las cifras O5 fueron colocadas en diversos edificios, fundamentalmente en Viena e Innsbruck, como símbolo de la resistencia durante la ocupación nazi de Austria. Todavía puede verse en la catedral de San Esteban de Viena, a la derecha del portal del Gigante, debidamente protegido por una placa. Originalmente estaba pintado en blanco, pero como descoloraba, fue sustituido por un bajorrelieve.
En la película El tercer hombre, filmada en 1949, se puede ver el símbolo O5 inscrito en una pared durante un plano de la famosa secuencia final de la persecución por la red de alcantarillado.